# Hendrik Honsia
Hendrik Karel Joanna (Rik, Henri) Honsia (Mechelen, 26 mei 1913 - aldaar, 6 februari 2004) was een Belgisch kajakker en beeldhouwer.

## Levensloop
Honsia vertegenwoordigde België op de Olympische Spelen van 1936 te Berlijn. Hij werd er uitgeschakeld in de eerste ronde van de K1 1000 meter.
Beroepsmatig was Honsia beeldhouwer. Het beeld De Boottrekker aan het Sasplein in Klein-Willebroek is van zijn hand.